# فيلومينا كوستا
فيلومينا كوستا (بالبرتغالية: Filomena Costa‏) هي عداءة المسافات الطويلة برتغالية، ولدت في 22 فبراير 1985 في براغا في البرتغال.

## وصلات خارجية
- فيلومينا كوستا على موقع الاتحاد الدولي لألعاب القوى (الإنجليزية)
- فيلومينا كوستا على موقع الاتحاد الأوروبي لألعاب القوى (الإنجليزية)
- فيلومينا كوستا على موقع رابطة إحصائيات سباق الطريق (الإنجليزية)